# Стеновые панели МДФ
Стеновые панели МДФ — отделочные материалы из древесноволокнистой плиты средней плотности (англ. Medium Density Fiberboard, MDF)

## Область применения
Чаще всего панели применяют для оформления помещений общественного назначения (офисы, магазины — как правило, в виде экономпанелей, и т. п.). В квартирах их применяют для отделки прихожих, балконов, реже — гостиных, спален и кухонь.
Также возможно использование стеновых МДФ-панелей для отделки потолков, изготовления экранов для батарей и подоконников.

## Преимущества
- Низкая стоимость при отличном внешнем виде, легкости монтажа и эксплуатации[1][2].
- Не требуется предварительная подготовка поверхности (очистка старого покрытия, выравнивание, шпатлевка и т. п.). Состояние стен до отделки не влияет на качество и сложность выполнения ремонта[1][3].
- Наличие подпанельного пространства при монтаже на каркас позволяет использовать его для скрытой прокладки проводки, а также для дополнительной тепло- и звукоизоляции помещения[2][4].
- Монтаж панелей можно выполнять вертикально, горизонтально и по диагонали[3].
- Разнообразная цветовая палитра выпускаемых стеновых панелей[1].

## Классификация
По виду лицевой стороны МДФ-панели можно разделить на группы:
- плоские панели, на лицевой стороне которых нанесена либо полимерная плёнка (ламинирование), либо шпон ценных пород дерева;
- рельефные панели, на которых вырезан рисунок и покрыт лакокрасочным материалом;
- панели, покрытые краской или эмалью[5].

По размерам МДФ-панели делятся на три группы:
- реечные наборные панели, внешне напоминающие вагонку;
- плиточные наборные панели, внешне напоминающие плитку квадратной формы;
- листовые панели, внешне напоминающие большой кусок фанеры с рисунком.